# Medellín
För andra betydelser, se Medellín (olika betydelser).
Medellín är en kommun och Colombias näst största stad, och huvudstad i departementet Antioquía. Stadens kärna präglas av skyskrapor, köpcentrum och ett intensivt nattliv. I utkanterna av staden ligger slumkvarter, med folk som tvingats fly från den väpnade konflikten i landet.

## Historia

### Spansk upptäckt av dalen

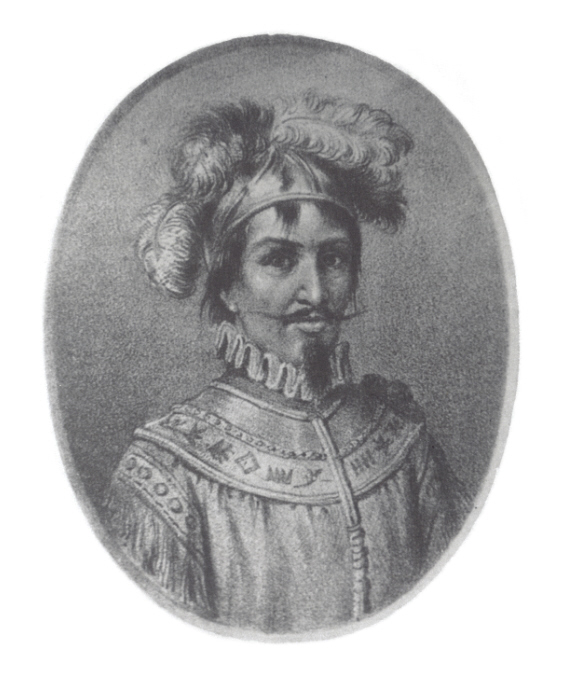
Porträtt av marskalk Jorge Robledo.

I augusti 1541 var den spanske conquistadoren Jorge Robledo på den plats som idag är känd som Heliconia när han på avstånd såg vad han trodde var en dal. Han skickade Jerónimo Luis Tejelo för att utforska området, och under natten till 23 augusti nådde Tejelo den platå som idag är Aburrádalen. Spanjorerna gav platsen namnet sankt Bartolomaios dal, men namnet byttes snart tillbaka till urinvånarnas namn Aburrá, vilket betyder 'konstnärer'. Namnet kommer från urinvånarnas dekorativa textiler.
År 1574 bad Gaspar de Rodas Antioquías råd om 10 kvadratkilometer land för att få bruka jorden och släppa ut kreatur på bete i dalen. Rådet gav honom 8 km² mark.
1616 grundlade Francisco de Herrera y Campuzano en bosättning med 80 urinvånare, och namngav den Poblado de San Lorenzo, idag känd som El Poblado. En koloniallag från 1646 framtvingade en separation av bosättningens befolkning, där urinvånarna tvingades flytta för att hållas åtskilda från mestiserna och mulatterna. Samma år påbörjades byggandet av en ny stad i Aná, dagens Parque de Berrío, och på vilken plats en kyrka med namnet Nuestra Señora de la Candelaria de Aná byggdes tre år senare. Kyrkan återuppbyggdes i slutet av 1700-talet.

### Stadens tillväxt

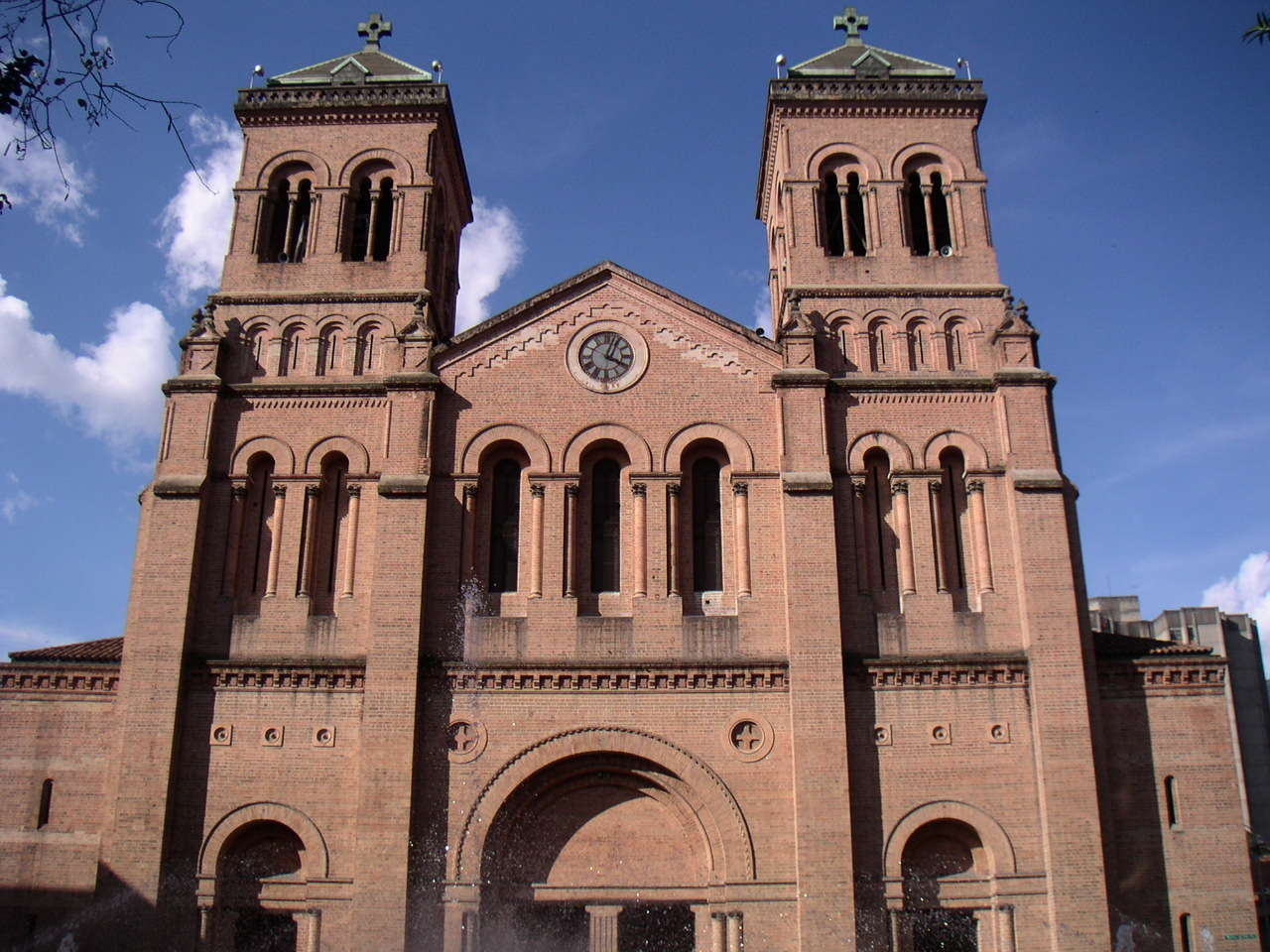
Catedral Metropolitana de Medellín.

Efter att Gaspar de Rodas bosatt sig i dalen 1574 började befolkningen att växa. Enligt San Lorenzo kyrkans kyrkböcker bodde det i området sex familjer 1646, och 1671 hade antalet ökat till 41 familjer. Guld började att utvinnas nordöst om Antioquia, och gruvarbetarna behövde mat. Aburrádalen låg strategiskt mellan guldgruvorna och den första provinsiella huvudstaden Santa Fe de Antioquia.
Stadens provinsiella huvudstad Santa Fe började tappa betydelse och blev fattig då handeln och betydelsefulla personer i regionen valde att flytta till Aburrádalen, där rika familjer började att köpa land. Snart frågade de första nybyggarna efter grundandet av ett Cabildo, ett lokalt råd, i dalen, för att på så sätt få självbestämmelserätt från Santa Fe. De styrande i Santa Fe kämpade emot detta, Maria av Österrike beviljade trots deras motstånd ett sådant råd, och signerade ett påbud 22 november 1674. Guvernören Miguel de Aguinaga vidtog påbudet 2 november 1675. Den nya staden fick namnet Villa de Nuestra Señora de la Candelaria och var då Colombias andra största stad.

### Under den spanska koloniala tiden

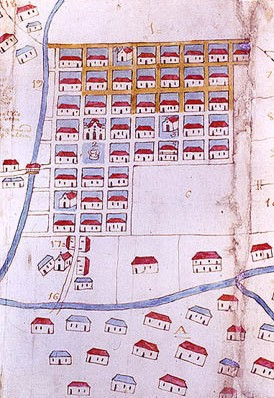
Karta över Medellín 1791.

Innan grundandet av staden bodde invånarna utspridda över ett större område i dalen med endast ett par familjer koncentrerade till Aná (idag under namnet Santa Elena) och floden Río Medellín; de andra levde i El Poblado San Lorenzo. Efter det kungliga påbudet valde invånarna Aná, med kyrkan Candelaria i dess mitt som centrum i den framtida staden. 

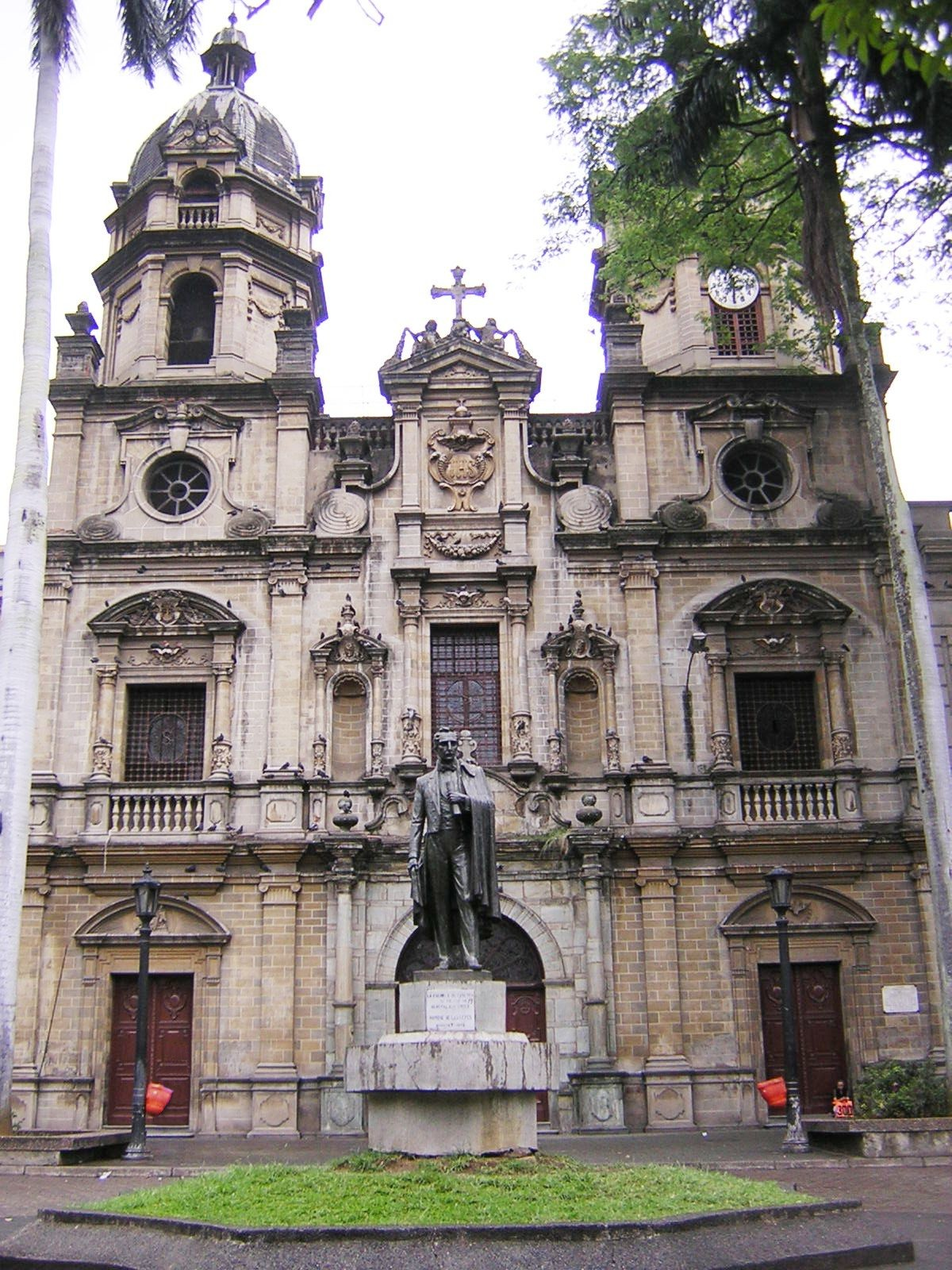
Kyrkan San Ignacio, ett exempel på arkitektur från kolonialtiden i Colombia.

De första byggnaderna var byggda enkelt med stråtak. De rikaste invånarna hade hus med två våningar, och kyrkan och rådhuset var föga imponerande. Det var inte förrän under 1700-talet som kyrkobyggnaden förbättrades. Rådhuset hade ett stråtak ända till 1742 då takplattor sattes på. År 1682 påbörjade stadens handelsmän och utlänningar byggandet av en ny katedral som fick namnet Iglesia de la Veracruz, vilken invigdes av Popayáns biskop 1712.
År 1675 gjordes den första folkräkningen under kolonialtiden, och i staden och dess närområde bodde då 3 000 människor fördelade på 280 familjer. Nästa befolkningsräkning skedde inte förrän mellan 1786 och 1787 på order av Antonio Mon y Velarde, då bodde det 14 507 människor fördelade på 241 familjer i Aburrádalen. År 1808, två år innan Colombias självständighet, hade staden 15 347 invånare uppdelade på 360 familjer.
År 1803 grundlades franciskanernas kungliga college med fakulteterna grammatik, filosofi och teologi vid den centrala torget, vilket är dagens Parque de Berrío. Något senare flyttade skolan till en ny byggnad vid det lilla torget San Ignacio. År 1821 döptes det om till Colgeio de Antiquia, vilket år 1901 fick namnet Universidad de Antioquia. På universitet hade man också Latinamerikas första yrkesskola, kulturradiostation och första regionala botaniska trädgård.

### Industriella revolutionen
Under den första halvan av 1900-talet ökade befolkningen i Medellín med 600 %, från 59 815 1905 till 358 189 invånare 1951. Tusendagarskriget som varade åren 1899 till 1902 hejdade den industriella utvecklingen i staden, även om inbördeskriget inte påverkade regionen direkt märkbart. Tack vare reformer som utfärdades av president Rafael Reyes efter konflikten återupptog staden sin industriella utveckling  och en handelskammare grundades. Handelskammaren startade ett regionalt transportprojekt för att knyta samman Medellín med andra colombianska regioner och andra länder.
Trots guldets viktiga betydelse i stadens begynnelse var det kaffeexporten som bidrog mest under stadens utveckling under 1900-talet. Handeln växte till internationella dimensioner när Colombias störta exportvara blev kaffe. Den industriella och kommersiella sektorn bidrog också till entreprenörer som grundlade de första landsomfattande företagen.

### Handeln i Medellín

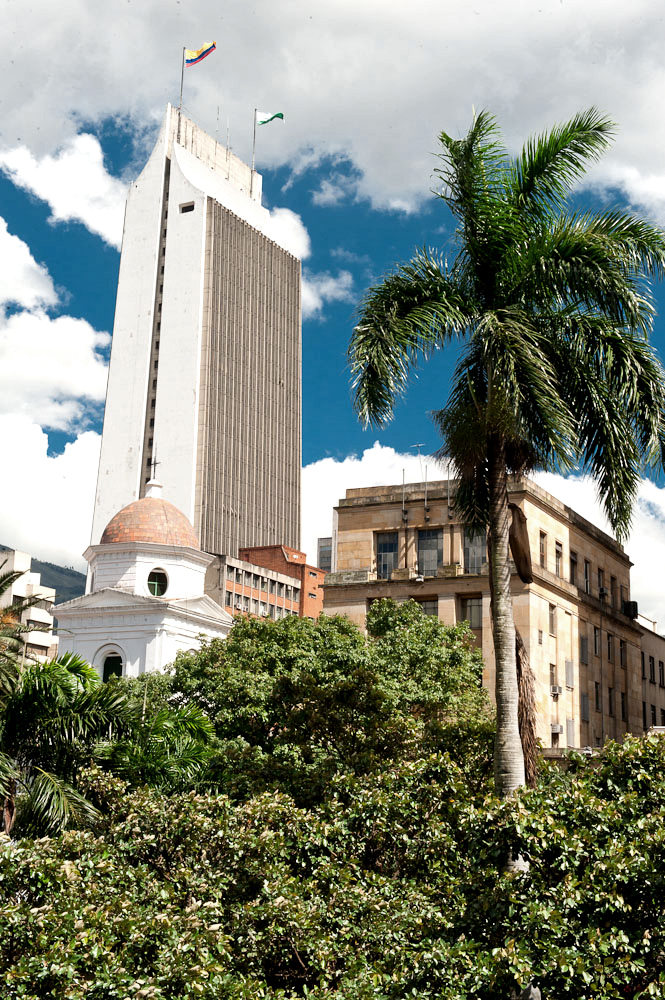
Coltejer Building, den högsta byggnaden i Medellín.

Coltejer är en av de mest betydelsefulla textilföretagen i Colombia. Företaget grundades i Medellín av Alejandro Echavarría 22 oktober 1907. Dess huvudkontor, Coltejer building, är den högsta byggnaden i Medellín och den fjärde högsta byggnaden i Colombia.
Kol började brytas i Amagá, endast ett par kilometer söder om Aburrádalen, och vattenkraftverket försåg de nya industrierna med energi, vilket möjliggjorde etablerandet av många mindre företag. Antioquia-järnvägen (byggd 1875) erövrade det mycket svårkuperade närområdet med dess bergsregioner som är några av de mest bergiga områdena i Sydamerika. Framförallt La Quiebratunneln, som band samman det industriella centrumet till Magdalenafloden, var ur ett ingenjörsperspektiv komplicerat. År 1932 fick staden även sin första flygplats, Enrique Olaya Herrera Airport.
En studie om industriell produktion gjord av Charles H. Savage mellan åren 1960 och 1972 visade hur viktiga industrierna i Medellín kom att bli för såväl Colombia som hela Sydamerika. Han studerade de sociala förändringarna som skapades av införandet av ny teknologi. Savage tittade specifikt på tre fabriker i Antioquia, två krukmakerier i Santuario och La Blanca, och en skrädderifabrik i Medellín. Savage studerade produktionen hos dessa fabriker, och förhållandet mellan arbetarna och arbetsgivarna, samt industriell effektivitet som han kallade Arbetskulturen. Hans slutsatser offentliggjordes av hans kollega George F. Lombardi som Sons of the Machine (1988).

### Konst under tidigt 1900-tal
Konst och litteratur har varit en social faktor i Medellín. Antioquias universitet, National University of Colombia med dess campus i Medellín och Pontifical Bolivarian University har historiskt varit akademiska knutpunkter i staden, och har varit grunden till bildandet av en intellektuell social klass i regionen.
Under den första delen av 1900-talet deltog staden i den litterära övergång från romantiken till modern konst och det nya århundradets litterära rörelser. Författaren Tomás Carrasquilla (1858–1940) fokuserade på folk från den egna regionen Antioquia, och skrev om deras dagliga liv och vanor. Författaren och filosofen Fernando González från Envigado, serietecknaren Ricardo Rendón och poeten León de Greiff var några av grundarna till Los Panidas, en litterär rörelse i Medellín. Andra som deltog i rörelsen var Porfirio Barba-Jacob och Efe Gómez. Eladio Vélez och Pedro Nel Gómez var stadens mest kände konstnärer. Carlos Vieco Ortiz var en populär kompositör och musiker. Medellín kom att bli ett centrum för skivbolag som Sonolux, Ondina och Silver.
Klubbarna i Medellín, av vilka många kunde dateras tillbaka till slutet av 1800-talet, blev ett centrum för de intellektuella och industriidkarna. Club Union (grundad 1894) och Club Campestre (grundad 1924) är exempel på sådana klubbar. År 1909 grundades Circo España, och 1919 fick staden en teater då Bolívar Theater öppnade. Junínteatern revs för byggandet av Coltejer Building. Cine Colombia var landets första biograf när den grundades 1927.

### Tillväxt under andra hälften av 1900-talet

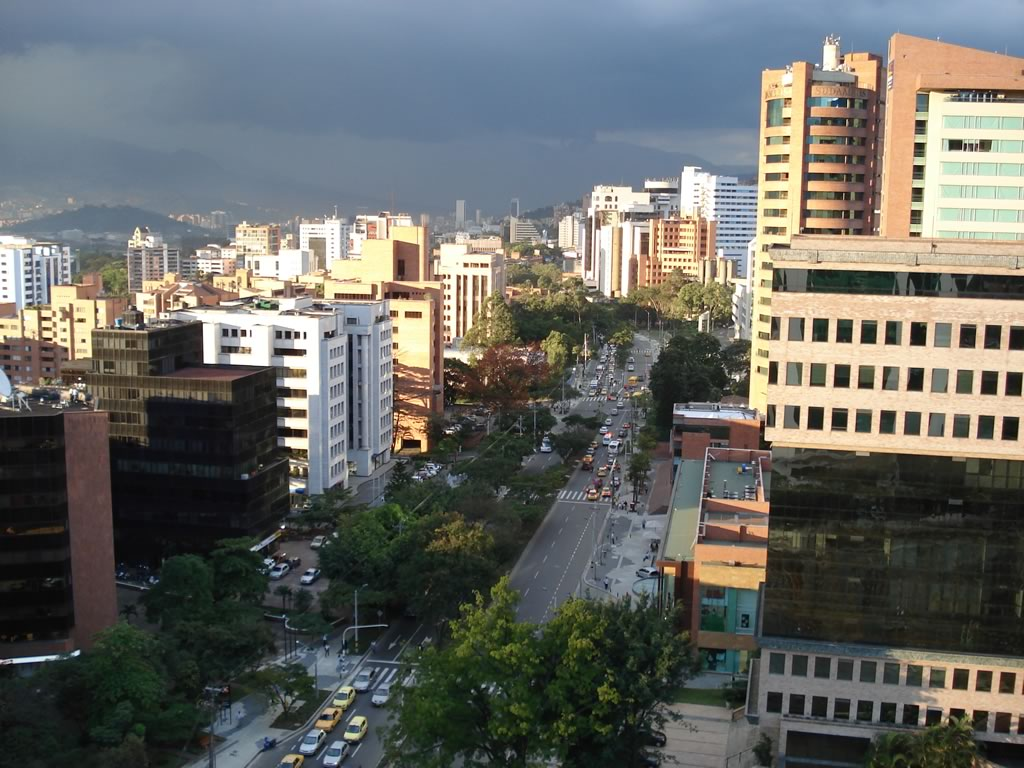
El Poblado, ett välbärgat område i stadens södra distrikt, och är en av Colombias mest betydelsefulla och ekonomiska centrum.

Colombia kom in i en period av politisk instabilitet i samband med mordet på presidentkandidaten Jorge Eliécer Gaitán i Bogotá 1948. Politiskt våld spred sig till landets lantliga delar, och bönder började fly till städerna. Dalsluttningarna överbefolkades med slumområden. 
Då stadens befolknings snabbt ökade under 1950-talet påbörjade stadens industrimän, handelsidkare och det lokala styret en stadsplan under namnet Plan Piloto. Planen var expansion för staden in i Aburrádalen vilket skulle skapa Colombias första storstadsområde. Paul Lester Wiener och Josep Lluís Sert var arkitekterna som ledde projektet. Bland de stora förändringarna i planen var att kanalisera Río Medellín, mer kontroll över bosättningarna på dalsluttningarna, skapandet av en industriell zon i Guayabaldistriktet, planerandet för en stad som är i harmoni med floden, konstruktionen av en stadium och ett administrativt centrum i La Alpujarra.
1951 hade staden 358 189 invånare, men 22 år senare, år 1973, hade befolkningen trefaldigats till 1 071 252. Stadens befolkningsexplosion hade allvarliga konsekvenser för stadsplanen. Stadsgränserna växte till områden som ej var en del av planen, och gränsen nådde nu andra städer såsom Envigado, Bello och Itagüí. De nya bosättarna var oftast fattiga familjer utan tillräckligt med pengar att köpa egna hus, så ett flertal bostadsområden byggdes bortom stadsplanen, och stor del av stadens äldre bebyggelse revs för byggandet av skyskrapor, kontor och avenyer. Den vackra och traditionella Juninteatern revs tillsammans med Santa Elena för konstruerandet av Coltejer Tower. Den enorma migrationen till Medellín bidrog med stor arbetskraft som behövdes till textilfabrikernas expansion som vid denna tid moderniserades, men det skapade även nya problem för staden: högre arbetslöshet, brist på service för de fattiga områdena, ökade våldsamheter i många distrikt och en kollaps för hoppet om en fungerande kollektivtrafik.

### Idag

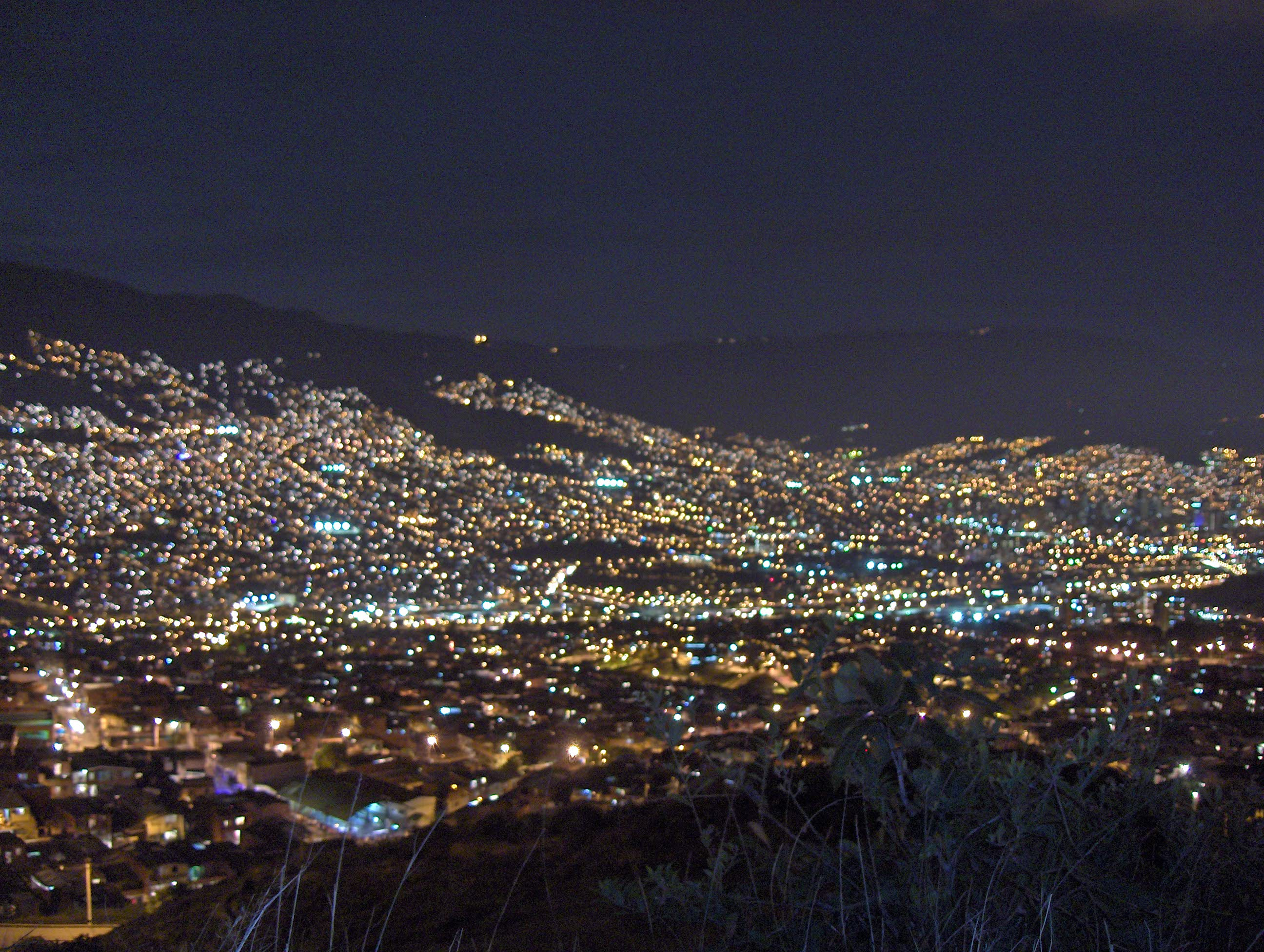
Vy över ett nattligt Medellín.

Medellíns position som Colombias andra mest industrialiserade stad har varit den huvudsakliga faktorn till att man klarat kriserna under 1980- och 1990-talen. Medellín Metro, ett enormt transportsystem, blev stadens stolthet, och den enda av de punkter på stadsplanen från 1950-talet som faktiskt genomfördes helt. Byggandet av Plaza Mayor, ett internationellt centrum för kongresser och utställningar designades för att vara ett skyltfönster för Colombias globala ekonomi.
De ekonomiska klyftorna har lättats upp med utvecklingen av en förbättrad infrastruktur; tunnelbana och offentliga bussar. Även ett nytt system av så kallade Metroplus planeras, vissa har redan färdigställts, vilket är ett nätverk av liftar i de fattigaste områdena med namnet MetroCable. Dessutom invigdes en elektrisk hiss på 384 m i Comuna 13, en av Medellíns fattigaste områden 26 december 2011, vilket gör den till den första i sitt slag i hela världen. Idag har man i Medellín givit plats åt konst, poesi, drama, offentliga bibliotek, ekologiska parker och ett inkluderande av alla invånare. Stadens administration har fört en politik som hyllats av ett flertal oberoende världen runt.
2012 nominerades Medellín som en av 200 städer världen runt, bland annat New York och Tel Aviv, till årets mest innovativa stad, tack vare stora framsteg inom kollektivtrafik, då över 500 000 invånare dagligen använder sig av tunnelbanesystemet, ett offentligt cykeldelningsprogram, nya faciliteter och landmärken, bland annat España biblioteket och ett kulturellt centrum i Moravia; en stor utomhushiss vid sidan av en 28-våningsbyggnad, skapandet av möjligheten för Comuna 13:s invånare att säkert ta sig nedför sluttningen och ett tunnelbanesystem som minskar Medellíns utsläpp av koldioxid med 175 000 ton årligen. Medellín har likväl Colombias största forskningstillägnade byggnad med namnet Universitets forskningsanstalt (spanska: Sede de Investigación Universitaria, SIU).

## Geografi
Staden ligger 1 500 meter över havet i den centrala delen av Anderna. Temperaturen ligger på 21 grader året runt och staden kallas därför "den eviga vårens stad". Årstiderna består av två regnperioder (vinter) och två torrperioder (sommar) per år. Flygplatsen har en 3 500 meter lång landningsbana som skall användas av Airbus A380 under provflygning till Sydamerika.

## Invånarantal och yta
Staden hade 2 281 085 invånare år 2009, med totalt 2 316 853 invånare i hela kommunen på en yta av 387 km².
Medellins storstadsområde kallas Area Metropolitana del Valle de Aburrá och inkluderar ytterligare nio kommuner, med totalt 3 496 757 invånare år 2009 på en yta av 1 166 km². Större förorter är Bello, Envigado och Itagüí.

## Kriminalitet
Medellín blev under slutet av 1900-talet ökänt som den illegala kokainindustrins huvudstad, med påföljande våld och gangstervälde. Våldsbrottsligheten minskade under 1990-talet efter att Medellínkartellen sprängdes, men under 2000-talet har staden återigen blivit en av de mest våldsamma i Latinamerika. Under 2009 dödades i snitt 9 personer om dagen i Medellín och staden var under 2010 skådeplats för ett av de blodigaste drogkrigen i Colombias historia. Medellín är den stad i Colombia där våldet har ökat allra mest under 2010.

## Övrigt
Medellin är känt för extremsporter såsom bergsklättring, fallskärmflygning och forsränning. Hösten 2006 var staden värd för extremsporttävlingen 7 hills där den svenska truppen Team Hilti deltog. 

## Kända personer från Medellín
- Juanes (musiker)
- Pablo Escobar (narkotikabaronen Onko)
- Fernando Botero (konstnär)
- María Luisa Calle (tävlingscyklist)
- Andrés Escobar (fotbollsspelare)
- Mariana Pajón (tävlingscyklist)
- Álvaro Uribe (Colombias president åren 2002–2010)
- René Higuita (fotbollsmålvakt)
- Camilo Villegas (golfproffs)
- Maluma (sångare)
- J Balvin (sångare)